# Aphantomartus pustulatus
Aphantomartus pustulatus es un trigonotárbido extinto que habitó en el entorno terrestre hace unos 300 millones de años  y que se supone pariente de las arañas modernas. Se trataba de un depredador con exoesqueleto duro y segmentado, con ocho patas y cuerpo voluminoso. 
Se piensa que podría haber tenido capacidad para tejer telas y utilizarlas en la captura de sus presas. Tal aseveración se basa en el hallazgo realizado en 2005 por geólogos de la Universidad Estatal de Ohio (Estados Unidos), que encontraron estructuras de lanzamiento de seda en un fósil de Aphantomartus pustulatus.